# Koszary (Długie)
Koszary – część wsi Długie położone w Polsce  w województwie podkarpackim, w powiecie sanockim, w gminie Zarszyn.
W latach 1975–1998 miejscowość administracyjnie należała do województwa krośnieńskiego.